# Strawberry Sampler Number 1
Strawberry Sampler Number 1 je studiové hudební album odo anglické skupiny Strawbs. Původně bylo vydáno vydavatelova demonstrativní nahrávka, která měla představit písně Dave Cousinse a Tony Hoopera ostatním umělcům. Mnohé z písní byly skupinou znovu nahrány na pozdějších albech ("Ah Me, Ah My" bylo nezměněné vydáno na albu Grave New World).
Původně bylo vylisováno 99 vinylových kopií s bílou etiketou. Dnes existují pouze dva vinylové výlisky, což z nich dělá jednu ze sběratelsky nejceněnějších nahrávek .

## Seznam stop

### Strana A
1. "All I Need is You" (Dave Cousins) – 3:07
2. "Stay Awhile With Me" (Cousins) – 2:41
3. "Sail Away to the Sea" (Cousins) – 3:28
4. "Two Weeks Last Summer" (Cousins) – 2:06
5. "Nothing Else Will Do" (Cousins) - 2:16
6. "Who Knows Where the Time Goes" (Sandy Denny) – 4:09
7. "I've Been My Own Worst Friend" (Cousins) – 2:43
8. "I Turned My Face into the Wind" (Cousins) – 2:41
9. "On Growing Older" (Cousins) – 2:00

### Strana B
1. "And You Need Me" (Cousins) – 3:16
2. "Ah Me, Ah My" (Tony Hooper) – 1:22
3. "And You Need Me"/"Josephine for Better or for Worse" (Cousins) – 4:29
4. "Just the Same in Every Way" (Cousins) – 3:01
5. "How Everyone But Sam Was a Hypocrite" (Cousins) – 2:47
6. "Young Again" (Hooper) – 2:56
7. "Whichever Way the Wind Blows" (Cousins) – 2:52
8. "Sweetling" (Hooper) – 3:05

## Obsazení
- Dave Cousins – sólový zpěv, sborový zpěv, akustická kytara, banjo
- Tony Hooper – sólový zpěv, sborový zpěv, akustická kytara
- Sandy Denny – sólový zpěv, sborový zpěv, akustická kytara
- Ron Chesterman – kontrabas

## Historie vydání
| Region      | Datum | Značka               | Formát    | Katalog   |
| ----------- | ----- | -------------------- | --------- | --------- |
|             | 1969  | Soukromé vydání      | stereo LP |           |
| Celosvětově | 2001  | Witchwood Collection | CD        | WC CD2002 |